# Noguera de Albarracín
Noguera de Albarracín är en kommun i Spanien.   Den ligger i provinsen Provincia de Teruel och regionen Aragonien, i den centrala delen av landet, 180 km öster om huvudstaden Madrid. Antalet invånare är 152. Arean är 47 kvadratkilometer. Noguera de Albarracín gränsar till Albarracín.
Terrängen i Noguera de Albarracín är huvudsakligen kuperad, men åt sydväst är den platt.